# Pampita íntima
Pampita íntima fue un programa de televisión argentino de entrevistas. Se estrenó el 1 de octubre de 2018, día en que inicia sus emisiones el canal Net TV. Es conducido por Carolina "Pampita" Ardohain, quien a través de entrevistas íntimas recorre la vida y carrera de grandes figuras de Argentina y del extranjero.

## Formato
El programa se ha señalado como una continuación del programa Pampita Online, ya que se desprende de la sección de entrevistas íntimas que componían el mismo ciclo. Su conductora ha definido como objetivo de cada una de las entrevistas «conocer al personaje en profundidad, con detalles, repasar su infancia y recuerdos del pasado para lograr momentos mágicos».
Dentro del desarrollo del espacio, destacan tres segmentos: 
El primero de ellos corresponde a la exhibición de un video con un repaso por toda la carrera del entrevistado, tanto en su desarrollo profesional como personal. 
El segundo segmento corresponde a preguntas realizadas por el público, el cual está integrado por alumnos que cursan la carrera de periodismo.
Y finalmente el tercer segmento, corresponde al «cofre del tiempo», en que la figura invitada debe elegir tres objetos personales que dejaría en un cofre que se abriría luego de 52 años, haciendo alusión a la cantidad de tiempo que transcurrió entre el inicio de transmisiones de Net TV y el anterior canal de aire creado. Se debe destacar que dicho segmento no se ha realizado en la totalidad de las emisiones.

## Invitados
| 1  | 01-10 | Beto Casella            | [ 1 ]  |
| 2  | 02-10 | Nazarena Vélez          | [ 2 ]  |
| 3  | 03-10 | Ramiro Bueno            | [ 3 ]  |
| 4  | 04-10 | Marixa Balli            | [ 4 ]  |
| 5  | 08-10 | Sol Pérez               | [ 5 ]  |
| 6  | 09-10 | Catherine Fulop         | [ 6 ]  |
| 7  | 10-10 | Patricia Pacheco        | [ 7 ]  |
| 8  | 11-10 | Nacha Guevara           | [ 8 ]  |
| 9  | 15-10 | Roly Serrano            | [ 9 ]  |
| 10 | 16-10 | Mercedes Morán          | [ 10 ] |
| 11 | 17-10 | Karina "La Princesita"  | [ 11 ] |
| 12 | 18-10 | Matías Morla            | [ 12 ] |
| 13 | 19-10 | Luciana Salazar         | [ 13 ] |
| 14 | 22-10 | Laura Franco "Panam"    | [ 14 ] |
| 15 | 23-10 | Fátima Flórez           | [ 15 ] |
| 16 | 24-10 | María Fernanda Callejón | [ 16 ] |
| 17 | 25-10 | Flavio Mendoza          | [ 17 ] |
| 18 | 26-10 | Victoria Xipolitakis    | [ 18 ] |
| 19 | 29-10 | Aníbal Pachano          | [ 19 ] |

| N.º | Fecha | Invitado            |        |
| --- | ----- | ------------------- | ------ |
| 20  | 30-10 | Sergio Denis        | [ 20 ] |
| 21  | 31-10 | Brian Buley         | [ 21 ] |
| 22  | 01-11 | Donato De Santis    | [ 22 ] |
| 23  | 02-11 | Alberto Cormillot   | [ 23 ] |
| 24  | 05-11 | Esmeralda Mitre     | [ 24 ] |
| 25  | 06-11 | Gerardo Romano      | [ 25 ] |
| 26  | 07-11 | Iñaki Urlezaga      | [ 26 ] |
| 27  | 08-11 | Nicolás Riera       | [ 27 ] |
| 28  | 09-11 | Gastón Soffritti    | [ 28 ] |
| 29  | 12-11 | Verónica Ojeda      | [ 29 ] |
| 30  | 13-11 | Silvio Soldán       | [ 30 ] |
| 31  | 14-11 | Claribel Medina     | [ 31 ] |
| 32  | 15-11 | Naiara Awada        | [ 32 ] |
| 33  | 16-11 | Andy Kusnetzoff     | [ 33 ] |
| 34  | 20-11 | Tristán             | [ 34 ] |
| 35  | 21-11 | Matías Alé          | [ 35 ] |
| 36  | 22-11 | Guillermo Coppola   | [ 36 ] |
| 37  | 23-11 | Ludovica Squirru    | [ 37 ] |
| 38  | 30-11 | Valeria Mazza       | [ 38 ] |
| 39  | 07-12 | Sebastián Wainraich | [ 39 ] |

- Programa más visto del día de Net TV